# Hôtel Jubert de Brécourt
Pour les articles homonymes, voir Jubert.
L'hôtel Jubert de Brécourt est un hôtel particulier situé à Rouen, en France.

## Localisation
L'hôtel Jubert de Brécourt est situé dans le département français de la Seine-Maritime, sur la commune de Rouen, au 1, 3 rue de l'Hôpital.

## Protection
L'édifice est partiellement inscrit au titre des monuments historiques en 1958.

## Historique
À son emplacement est cité en 1240 l'hôtel du Paon. Jean de Bauquemare, sieur de Bourg-Denis, conseiller au Parlement de Normandie le vend le 5 février 1522 pour 1 400 livres à Henri Jubert, général des Aides de Normandie. Dans l'acte de tabellionnage de 1522, il prend l'engagement de faire démolir les édifices « qui étaient sur le dit lieu et qui tombaient complètement en totales ruines, et d'y faire édifice au lieu le plus utile ». La nouvelle demeure est construite pour un montant de 2 000 livres.
L'hôtel se compose d'un corps de logis principal avec pignon sur rue comprenant une grande cour à l'est et une plus petite à l'ouest marquée par la présence d'un escalier à vis dans une tourelle octogonale hors-œuvre. Dans la grande cour face au bâtiment principal sont construits les dépendances contre le mur mitoyen. Une galerie est élevée au nord le long de la rue de l'Hôpital pour fermer la cour. Une porte cochère y est percée. Des jardins au sud vont jusqu'à la rue des Fossés-Louis-VIII. En élévation, l'hôtel comprend une cave, un rez-de-chaussée surélevé, un étage carré et un grand comble divisé en 2 niveaux. Les communs reposent en partie sur les caves gothiques de l'ancien hôtel qui se prolongent au milieu de la cour.
L'hôtel est vendu par Henri Jubert le 14 août 1600 à Jean-Jacques Romé, sieur de la Fontaine, conseiller du roi et président de la cour des Comptes pour un montant de 11 500 livres.
En 1791, l'hôtel est acheté par le Darnétalais Jean-Baptiste Curmer et divisé en appartements.